# Marta Kauffman
Marta Fran Kauffman (sinh ngày 21 tháng 9 năm 1956) là biên kịch và nhà sản xuất truyền hình người Mỹ, nổi tiếng nhờ đồng sáng lập loạt phim hài kịch tình huống Những người bạn, bên cạnh David Crane. Cả hai đều là giám đốc sản xuất của chương trình, bên cạnh Kevin Bright. Kauffman và Crane cũng sản xuất Veronica's Closet, với diễn xuất của Kirstie Alley và Jesse với Christina Applegate. Từ 2005–2006, bà là giám đốc sản xuất của Related. Cả hai sáng lập nên Dream On của đài HBO năm 1990.

## Tiểu sử
Sinh ra trong một gia đình người Do thái ở ngoại ô Philadelphia, Kauffman học trường Trung học Marple Newtown, gần Philadelphia. Kauffman theo học Đại học Brandeis và kết hôn với Michael Skloff năm 1984, người sau này làm nhà soạn nhạc của Những người bạn, sống tại Los Angeles. Cả hai ly hôn vào tháng 11 năm 2015 sai 31 năm chung sống. Kauffman có ba người con: Hannah, Sam và Rose.

## Sự nghiệp điện ảnh
| Năm       | Tựa đề                                                    | Vai diễn                                                            | Ghi chú                  |
| --------- | --------------------------------------------------------- | ------------------------------------------------------------------- | ------------------------ |
| 1987      | Everything's Relative                                     | Biên kịch                                                           | 1 tập                    |
| 1990–1996 | Dream On                                                  | Đồng sáng lập, biên kịch (1990–1996), sản xuất                      |                          |
| 1991      | Sunday Dinner                                             | Biên kịch                                                           | 1 tập                    |
| 1992–1993 | The Powers That Be                                        | Đồng sáng lập                                                       |                          |
| 1993      | Family Album                                              | Đồng sáng lập                                                       |                          |
| 1994      | Couples                                                   | Biên kịch, liên kết sản xuất                                        | Chương trình truyền hình |
| 1994–2004 | Những người bạn                                           | Đồng sáng lập, giám đốc sản xuất (1994–2004), biên kịch (1995–1996) | Giám đốc tuyển vai       |
| 1997–2000 | Veronica's Closet                                         | Đồng sáng lập, giám đốc sản xuất                                    |                          |
| 1998–2000 | Jesse                                                     | Giám đốc sản xuất                                                   |                          |
| 2005–2006 | Related                                                   | Giám đốc sản xuất                                                   |                          |
| 2007      | Gifted                                                    | Giám đốc sản xuất                                                   | Chương trình truyền hình |
| 2008      | Blessed Is the Match: The Life and Death of Hannah Senesh | Giám đốc sản xuất                                                   | Phim tài liệu            |
| 2010      | Independent Lenses                                        | Giám đốc sản xuất                                                   |                          |
| 2011      | Five                                                      | Nhà sáng lập, giám đốc sản xuất                                     |                          |
| 2012      | Hava Nagila: The Movie                                    | Sản xuất                                                            | Phim tài liệu            |
| 2013      | Call Me Crazy: A Five Film                                | Sáng lập, giám đốc sản xuất                                         |                          |
| 2015      | Grace và Frankie                                          | Đồng sáng lập, giám đốc sản xuất                                    | Cùng Howard J. Morris    |